# Wathlingen
Wathlingen är en kommun och ort i Landkreis Celle i förbundslandet Niedersachsen i Tyskland.
Kommunen ingår i kommunalförbundet Samtgemeinde Wathlingen tillsammans med ytterligare två kommuner.